# Toubib en liberté

Toubib en liberté (Doctor at Large) est un film britannique réalisé par Ralph Thomas sorti en 1957.

## Synopsis
Tout juste diplômé en médecine, le Dr Sparrow évolue entre des stages que lui prodiguent des mentors excentriques. Après avoir manqué de respect au chirurgien en chef, il réussit à convaincre les responsables de l’hôpital de ses qualités au travail.

## Fiche technique
- Titre : Toubib en liberté
- Titre d'origine : Doctor at Large
- Réalisation : Ralph Thomas
- Scénario : Nicholas Phipps
- Scénario, adaptation et dialogues : Nicholas Phipps, d'après Richard Gordon
- Musique : Bruce Montgomery
- Directeur de la photographie : Ernest Steward
- Montage : Frederick Wilson
- Genre : comédie
- Durée : 98 minutes
- Dates de sortie :

## Distribution
- Dirk Bogarde : Docteur Simon Sparrow
- Muriel Pavlow : Docteur Joy Gibson
- Donald Sinden : Benskin
- James Robertson Justice : Sir Lancelot Spratt
- Shirley Eaton : Nan
- Derek Farr : Docteur Potter-Shine
- Michael Medwin : Bingham
- Martin Benson : Maharajah
- John Chandos : O'Malley
- Edward Chapman : Wilkins
- George Coulouris : Pascoe
- Judith Furse : Mme Digby
- Gladys Henson : Mme Wilkins
- Anne Heywood : Emerald
- Ernest Jay : Charles Hopcroft
- Lionel Jeffries : Docteur Hatchet
- Mervyn Johns : Smith
- Ernest Thesiger et Geoffrey Keen : les examinateurs
- Molly Urquhart : Mme Ives

## La saga du docteur
- 1954 : Toubib or not Toubib (Doctor in the House) de Ralph Thomas, avec Dirk Bogarde, James Robertson Justice, Muriel Pavlow
- 1955 : Rendez-vous à Rio (Doctor at Sea) de Ralph Thomas, avec Dirk Bogarde, James Robertson Justice, Brigitte Bardot
- 1957 : Toubib en liberté (Doctor at Large)
- 1960 : Doctor in Love de Ralph Thomas, avec Michael Craig, James Robertson Justice, Leslie Phillips
- 1962 : We Joined the Navy de Wendy Toye, avec Kenneth More, Laurence Naismith, Dirk Bogarde (simple apparition-gag en docteur Simon Sparrow)
- 1963 : Docteur en détresse (Doctor in Distress) de Ralph Thomas, avec Dirk Bogarde, James Robertson Justice, Mylène Demongeot
- 1966 : Doctor in Clover de Ralph Thomas, avec Leslie Phillips, James Robertson Justice, Shirley Anne Field
- 1969–1970 : Doctor in the House, série TV diffusée en épisodes de 30 minutes (Saisons 1 et 2, 13 épisodes chacune), une production ITV
- 1970 : Doctor in Trouble de Ralph Thomas, avec Leslie Phillips, James Robertson Justice, Robert Morley
- 1971 : Doctor at Large, série TV diffusée en épisodes de 30 minutes (Saison 1, 29 épisodes), une production ITV